# 22. децембар
22. децембар (22.12.) је 356. дан године по грегоријанском календару (357. у преступној години). До краја године има још 9 дана.

## Догађаји
- 640 — Арапи муслимани заузели Александрију, две године после почетка инвазије на византијски Египат.
- 1790 — Руске трупе под командом Александра Суворова од Турака преузеле град Исмаил, важну луку у делти Дунава.
- 1894 — Француски артиљеријски капетан Алфред Драјфус осуђен на доживотну робију на основу лажне оптужбе да је Немцима продавао војне тајне и послат у затвор на Ђаволска острва у Француској Гијани. Под притиском јавног мњења рехабилитован 1906.
- 1917 — У Брест-Литовску у Првом светском рату почели мировни преговори сила Осовине и нове руске владе, успостављене Октобарском револуцијом.
- 1942 — Амерички бомбардери напали главни град Бурме Рангун, који су у Другом светском рату окупирали Јапанци.
- 1956 — Последњи британски и француски војници напустили египатски лучки град Порт Саид по завршетку Суецког рата.
- 1968 — Северна Кореја, после 11 месеци заробљеништва, ослободила 82 члана посаде америчког шпијунског брода „Пуебло“.
- 1975 — После двадесеточасовне опсаде седишта ОПЕЦ у Бечу, палестински терористи с таоцима одлетели авионом, који им је уступила Влада Аустрије, у правцу Блиског истока.
- 1988 — Јужна Африка, Куба и Ангола у Уједињеним нацијама потписали споразум којим је Намибија, последња колонија у Африци, добила независност. Та бивша немачка колонија од Првог светског рата била под управом Јужне Африке.
- 1989 — У страху од побуњеног народа, председник Румуније Николае Чаушеску са супругом Еленом хеликоптером побегао из Букурешта, чиме је окончана његова 24-годишња диктаторска владавина. Брачни пар ухваћен и три дана касније стрељан у месту Трговиште.
- 1990 —
  - Лидер синдикалног покрета „Солидарност“ Лех Валенса преузео, после изборне победе, дужност председника Пољске.
  - Сабор Хрватске усвојио нови Устав којим је Република Хрватска проглашена за националну државу хрватског народа, док су Срби сврстани у групу "inih naroda i manjina".
- 1993 —
  - Јужноафрички парламент састављен од белаца окончао еру апартхејда, изгласавши већином од 237 према 45 Прелазни устав земље, што је омогућило одржавање првих сверасних избора у Јужној Африци.
  - Алина Фернандес Ревуелта, кћерка председника Кубе Фидела Кастра, напустила Кубу и добила политички азил у САД.
- 1994 — Премијер Италије Силвио Берлускони, због оптужби за корупцију, поднео оставку седам месеци пошто је дошао на чело коалиционе конзервативне владе, 53. од Другог светског рата.
- 1996 — Герилци перуанског левичарског покрета „Тупак Амару“ ослободили 225 талаца у јапанској амбасади у Лими, а задржали 140.
- 2000 — Светска здравствена организација упозорила на могућност ширења болести „лудих крава“ ван Европе. Болест која се сматра вероватним узроком нове варијанте смртоносне Кројцфелт-Јакобове болести мозга код људи, откривена 1986. у Великој Британији.
- 2002 — На неуспелим председничким изборима у Црној Гори највише гласова, преко 80 одсто, освојио кандидат Демократске партије социјалиста Филип Вујановић.
- 2009 — Србија је поднела кандидатуру за чланство у Европској унији.
- 2016 — Завршена Битка за Алеп након 4 године,5 месеци и 3 дана.
- 2024. — У Београду на Славији одржан протест који је део ширег протестног таласа после рушења надстрешнице у Новом Саду, са захтевима за утврђивање одговорности и кажњавање одговорних. На протесту је било око 100000—102000 људи, што се сматра једним од највећих протеста у Србији, већим и од протеста 5. октобра.[1]

## Рођења
- 1639 — Жан Расин, француски песник и драматург. (прем. 1699)[2]
- 1858 — Ђакомо Пучини, италијански композитор. (прем. 1924)[3]
- 1885 — Боривоје Ж. Милојевић, српски географ. (прем. 1967)[4]
- 1907 — Пеги Ешкрофт, енглеска глумица. (прем. 1991)[5]
- 1908 — Коста Рацин, македонски књижевник и револуционар. (прем. 1943)[6]
- 1925 — Ирена Колесар, хрватска глумица. (прем. 2002)[7]
- 1933 — Лучано Мартино, италијански продуцент, редитељ и сценариста. (прем. 2013)
- 1935 — Алфи Кабиљо, хрватски композитор и музичар. (прем. 2025)
- 1935 — Семка Соколовић Берток, хрватска глумица и шахисткиња. (прем. 2008)[8]
- 1936 — Хектор Елизондо, амерички глумац.[9]
- 1936 — Бранислав Михајловић, српски фудбалер. (прем. 1991)[10]
- 1945 — Дајана Сојер, америчка новинарка.[11]
- 1950 — Зијах Соколовић, босанскохерцеговачки глумац и редитељ.[12]
- 1959 — Бернд Шустер, немачки фудбалер и фудбалски тренер.[13][14][15]
- 1960 — Зоран Живковић, српски политичар, 7. премијер Србије (2003—2004).[16]
- 1962 — Рејф Фајнс, енглески глумац, редитељ и продуцент.[17]
- 1963 — Ђузепе Бергоми, италијански фудбалер.[18]
- 1965 — Сержи Лопез, шпански глумац.[19]
- 1966 — Зоран Маринковић, српски музичар и уметник, најпознатији као члан групе Бјесови.[20]
- 1967 — Александар Миленковић Шуки, српски бициклиста.[21]
- 1968 — Луис Ернандез, мексички фудбалер.
- 1968 — Дајна Мајер, америчка глумица.[22]
- 1972 — Ванеса Паради, француска музичарка, глумица и модел.[23]
- 1974 — Горан Караџић, српски кошаркаш.[24]
- 1976 — Јована Типшин, српска певачица.[25]
- 1977 — Ненад Лалатовић, српски фудбалер и фудбалски тренер.[26][27]
- 1978 — Едо Маајка, босанскохерцеговачки хип хоп музичар.[28]
- 1978 — Анина Укатис, немачка ТВ водитељка, порнографска глумица и модел.[29]
- 1981 — Момир Илић, српски рукометаш.[30][31]
- 1983 — Жозе Фонте, португалски фудбалер.
- 1984 — Бејсхантер, шведски певач, музички продуцент и ди-џеј.
- 1986 — Тијана Печенчић, српска глумица.[32]
- 1987 — Едер, португалски фудбалер.
- 1990 — Марко Ивовић, српски одбојкаш.
- 1991 — Бојан Матић, српски фудбалер.[33]
- 1991 — DaBaby, амерички хип хоп музичар.[34]
- 1993 — Рафаел Гереиро, португалски фудбалер.
- 1993 — Меган Трејнор, америчка музичарка.[35]
- 1998 — Каспер Руд, норвешки тенисер.
- 2000 — Џошуа Басет, амерички глумац и певач.

## Смрти
- 1666 — Гверчино, италијански сликар. (рођ. 1591)
- 1801 — Јован Рајић, историчар и књижевник. (рођ. 1726)
- 1880 — Џорџ Елиот, енглеска књижевница. (рођ. 1819)[36]
- 1923 — Петар Добриновић, позоришни глумац и редитељ. (рођ. 1853)[37]
- 1936 — Николај Островски, совјетски књижевник социјалистичког реализма (рођ. 1904)
- 1952 — Милица Јаковљевић Мир-Јам, српска књижевница. (рођ. 1887)
- 1969 — Џозеф фон Штернберг, амерички филмски режисер. (рођ. 1894)
- 1976 — Слободан Ђурић, позоришни, филмски и ТВ глумац и редитељ. (рођ. 1944)[38]
- 1979 — Дарил Франсис Занук, амерички филмски продуцент. (рођ. 1902)[39]
- 1980 — Богдан Бабић, српски диригент и руководилац хора АКУД „Бранко Крсмановић“. (рођ. 1921)[40]
- 1989 — Семјуел Бекет, ирски писац. (рођ. 1906)[41]
- 1993 — Ото Бихали Мерин, југословенски писац и ликовни критичар. (рођ. 1904)[42]
- 1996 — Мића Поповић, српски сликар (рођ. 1923)[43]
- 2002 — Џо Страмер, британски музичар и глумац, најпознатији као суоснивач, гитариста и певач групе The Clash. (рођ. 1952)[44]
- 2014 — Џо Кокер, британски музичар (рођ. 1944)[45]
- 2018 — Педи Ешдаун, британски политичар (рођ. 1941)[46]

## Празници и дани сећања
- Српска православна црква данас прославља
  - Зачеће Свете Ане
  - Света Ана, матер пророка Самуила
  - Преподобни Стефан Новосијатељ
  - Преподобни Амон
  - Свети Софроније, архиепископ кипарски
  - Свети мученик Еасије
  - Света Васа
  - Свети мученик Соситеј
  - Свети мученик Нарсис
  - Свети мученик Исак
- Дан Југословенске народне армије (ЈНА)